# 第三昔兰尼加军团
第三昔兰尼加军团（英語：Legio III Cyrenaica）古罗马军队建制名称。军团的起源仍然未知。有资料认为该军团可能是由马克·安东尼在公元前36年左右创立，当时他是昔兰尼加地区（今利比亚东部）的统治者。另有人认为创立者是马克·安东尼任命的昔兰尼加行政长官兼盟友路克尼（英語：Lucony Pinaris Scarpus）。
该军团长期活动于古罗马统治的东方区域，但具体活动范围仍然不明。可以确定的是，在公元1世纪中期，该军团与第二十二德尤塔卢斯军团共同驻扎在亚历山大港。大约一百年之后，该军团驻军点转移到了布斯拉（今叙利亚境内）。